# グザヴィエ・ジケル
グザヴィエ・ジケル（Xavier Gicquel、1965年-）は、フランスの画家、イラストレーター。

## 経歴
パリ出身。芸術学校卒業後はピエール・バルマンやニナ・リッチのファッションイラストレーターを務めていた経歴を持つ。1996年より現在のようなゲイイラストを専門とする作品を手がけるようになった。